# Kremkau
Kremkau ist eine Ortschaft und ein Ortsteil der Stadt Bismark (Altmark) im Landkreis Stendal in Sachsen-Anhalt (Deutschland).

## Geographie
Kremkau, ein Straßendorf mit Kirche, liegt etwa 30 Kilometer westlich von Stendal und 12 Kilometer nordöstlich von Gardelegen in der Altmark.
Im Westen und Süden der Gemarkung bildet der Secantsgraben die Grenze zum Altmarkkreis Salzwedel. Kremkau selbst liegt etwas erhöht, der hier beginnende Endmoränenbogen setzt sich in Richtung Osten bis nach Stendal fort.
Nachbarorte sind Kalbe (Milde) im Westen, Neuendorf am Damm im Norden, Berkau im Osten und Algenstedt im Süden.

## Geschichte

### Mittelalter bis Neuzeit
Im Jahre 1227 wurde everhardus de Cremcowe in einer in Stendal ausgestellten Urkunde als Zeuge genannt, 1238 war von Everhardus de Krimekawe oder Euerhardus de Crimekowe die Rede. Im Landbuch der Mark Brandenburg von 1375 wird das Dorf als Kremko mit 22 Hufen aufgeführt. Weitere Nennungen sind 1426 in dem dorff kremppkaw, 1540 Krampkow, 1687 Krembkow und 1804 Kremkau, ein Dorf mit 5 Leinewebern, einem Rademacher, einer Schmiede, 4 Zimmerleuten. Es wurde Hopfen angebaut.
Das Dorf war Stammsitz der im 13. Jahrhundert genannten Familie von Kremkow.
Bereits im Jahre 1686 wurde im Dorf Hopfen angebaut. 1818 gab es im Dorf drei Krüge und eine Windmühle. 1840 eine Windmühle und eine Rossölmühle. 1902 gab es zwei Windmühlen im Süden des Dorfes.

### Ersterwähnung 1224
Der Historiker Peter P. Rohrlach weist darauf hin, dass die Erwähnung 1224 Cremcow, die Georg Schmidt aufführt, nicht zu belegen ist.

### Herkunft des Ortsnamens
Franz Mertens deutete 1956 die Namen 1224 cremcow, 1506 kremeke, 1540 krempkow als „Haus der Kremen“ oder auch „Steinnest“. Aleksander Brückner erkannte schon 1879 im Namen das altslawische Wort „kremenь“ für „Kiesel“. Dem schloss sich Heinrich Sültmann 1932 an. Er schrieb, dass der Ortsname vom slawischen Wort „kremen“ für „Feuerstein, Kiesel“ stammt, denn davon gibt es viele in der Sanddüne südwärts des Dorfes. Er übersetzt zu „Steinort“.

### Archäologie
Die Region westlich Kremkau gilt als wichtiger Fundort der Altsteinzeit in der Altmark im Zeitraum von 200.000 bis 9.000 v. Chr. Zu Beginn des 20. Jahrhunderts wurden altsteinzeitliche Werkzeuge am Ostrand des Kalbeschen Bruches am Königsgraben auf Kremkauschen Gebiet gefunden. Sie wurden damals als Pseudo-Moustierspitzen und Scheibenschaber beschrieben.
Etwas südlicher davon, 2,5 Kilometer südlich von Kalbe (Milde) auf der Gemarkung von Kremkau wurden 1887 Funde aus der Frühsteinzeit vom Oberpfarrer Julius Müller aus Kalbe (Milde) geborgen.
In den Jahren 1950 und 1951 wurde ein Gräberfeld aus vorrömischer Zeit bei Kremkau von Archäologen untersucht und die Funde aus den Urnengräbern an das Altmärkische Museum in Stendal übergeben.

### Eingemeindungen
Ursprünglich gehörte das Dorf zum Stendalischen Kreis der Mark Brandenburg in der Altmark. Zwischen 1807 und 1813 lag es im Kanton Bismark auf dem Territorium des napoleonischen Königreichs Westphalen. Ab 1816 gehörte die Gemeinde zum Kreis Stendal, dem späteren Landkreis Stendal.
Am 25. Juli 1952 kam die Gemeinde Kremkau zum Kreis Kalbe (Milde). Nach dessen Auflösung wechselte sie am 1. Januar 1988 zum Kreis Gardelegen. Am 1. Juli 1994 kam sie zum heutigen Landkreis Stendal.
Bis zum 31. Dezember 2009 war Kremkau eine selbständige Gemeinde.
Der Gemeinderat der Gemeinde Kremkau beschloss am 11. Juni 2009 die Zustimmung zu einem Gebietsänderungsvertrag, wodurch ihre Gemeinde aufgelöst und Teil einer neuen Einheitsgemeinde mit dem Namen Stadt Bismark (Altmark) wurde. Dieser Vertrag wurde vom Landkreis als unterer Kommunalaufsichtsbehörde genehmigt und trat am 1. Januar 2010 in Kraft.
In der eingeflossenen Gemeinde und nunmehrigen Ortschaft Kremkau wurde ein Ortschaftsrat mit anfangs fünf Mitgliedern einschließlich Ortsbürgermeister gebildet.

### Einwohnerentwicklung

#### Gemeinde
| Jahr | Einwohner |
| ---- | --------- |
| 1734 | 257       |
| 1772 | 242       |
| 1790 | 235       |
| 1798 | 283       |
| 1801 | 227       |
| 1818 | 338       |
| 1840 | 392       |
| 1864 | 480       |
| 1871 | 451       |

| Jahr | Einwohner |
| ---- | --------- |
| 1885 | 532       |
| 1892 | [00]489   |
| 1895 | 506       |
| 1900 | [00]490   |
| 1905 | 463       |
| 1910 | [00]447   |
| 1925 | 461       |
| 1939 | 392       |
| 1946 | 587       |

| Jahr | Einwohner |
| ---- | --------- |
| 1964 | 443       |
| 1971 | 406       |
| 1981 | 325       |
| 1985 | [00]304   |
| 1990 | [00]281   |
| 1993 | 285       |
| 1995 | [00]274   |
| 1998 | [00]248   |
| 2000 | [00]241   |

| Jahr | Einwohner |
| ---- | --------- |
| 2002 | [00]228   |
| 2004 | [00]223   |
| 2005 | [00]217   |
| 2006 | [00]217   |
| 2007 | [00]222   |
| 2008 | [00]220   |
| 2009 | [00]208   |

Quelle, wenn nicht angegeben, bis 1993:

#### Ortsteil
| Jahr | Einwohner |
| ---- | --------- |
| 2018 | [00]200   |
| 2020 | [00]199   |
| 2021 | [00]194   |
| 2022 | [0]201    |
| 2023 | [0]191    |

## Religion
Die evangelische Kirchengemeinde Kremkau, die früher zur Pfarrei Kremkau bei Bismark gehörte, wird heute betreut vom Pfarrbereich Garlipp im Kirchenkreis Stendal im Bischofssprengel Magdeburg der Evangelischen Kirche in Mitteldeutschland. Die ältesten überlieferten Kirchenbücher für Kremkau stammen aus dem Jahre 1650.
Die katholischen Christen gehören zur Pfarrei St. Hildegard in Gardelegen im Dekanat Stendal im Bistum Magdeburg.

## Politik

### Ortsbürgermeister
Ortsbürgermeister der Ortschaft Kremkau ist Michael Schuppert. Er wurde im Juli 2024 gewählt. Sein Vorgänger Helmut Block amtierte von 2002 bis 2024.
Helmut Block war auch der letzte Bürgermeister der Gemeinde.

### Ortschaftsrat
Bei der Ortschaftsratswahl am 9. Juni 2024 errang die „Wählergemeinschaft Kremkau“ alle 5 Sitze.
Ein Ortschaftsrat ist eine Frau.
Von 156 Wahlberechtigten hatten 116 ihre Stimme abgegeben, die Wahlbeteiligung betrug damit 74,36 Prozent.
Gemäß Hauptsatzung haben Bismarker Ortschaften unter 200 Einwohnern 3 Mitglieder im Ortschaftsrat, von 200 bis 500 Einwohner wären es 5 Mitglieder. Da die Einwohnerzahl für die Wahl im Jahr 2024 am Stichtag über 200 war, wurde die Anzahl der Mitglieder ab 2024 von 3 auf 5 erhöht.

### Wappen
Das Wappen wurde am 18. November 2009 durch den Landkreis genehmigt.
Blasonierung: „Gespalten und halb geteilt, vorn in Silber am Spalt ein halber roter Adler, golden bewehrt und rot gezungt, hinten oben in Blau wachsend drei goldene Ähren mit jeweils einem Halmblatt, hinten unten in Grün aus dem Spalt hervorbrechend ein herschauendes schwarz-silbern geflecktes Rind mit goldenen Hörnern.“

### Flagge
Die Flagge ist Rot – Weiß (1:1) gestreift (Querformat: Streifen waagerecht verlaufend, Längsformat: Streifen senkrecht verlaufend) und mittig mit dem Gemeindewappen belegt.

## Kultur und Sehenswürdigkeiten

### Bauwerke

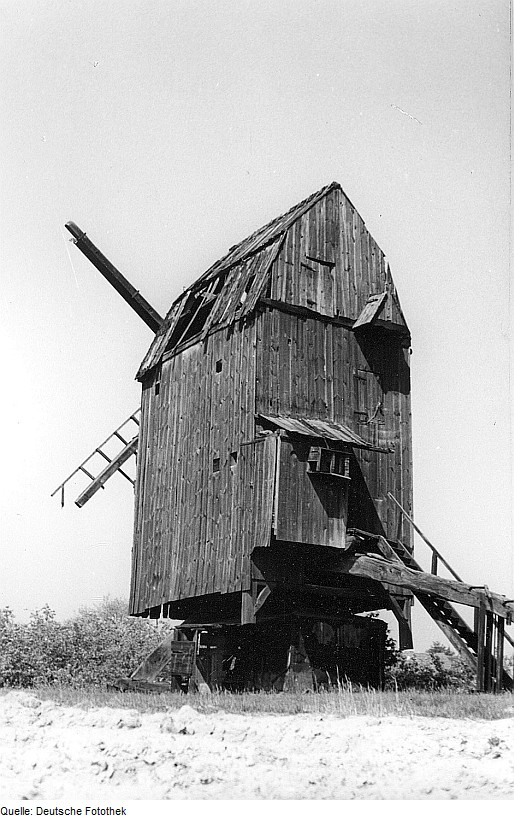
Bockwindmühle Kremkau (1974)

- Die Bockwindmühle Kremkau steht unter Denkmalschutz.[4] Bis 1960 wurde hier noch Mehl gemahlen.[26] Seit den 1870er-Jahren steht sie auf einem dünenartigen Sandhügel südlich des Dorfes. Vorher stand sie auf dem etwa 48 Meter hohen Mühlberg südwestlich des Dorfes.[11] 2021 wurde von einer kleinen Initiativgruppe berichtet, die eine gemeinsame Nutzung der Mühle für das Dorf erreichen möchte.[38]
- Die evangelische Dorfkirche Kremkau, ein spätromanischer flach gedeckter Feldsteinbau mit Westquerturm vom Ende des 12. Jahrhunderts, wurde im Jahr 1850 verlängert. Die letzte Restaurierung erfolgte 1950.[39]
- Die Kirche steht auf dem Ortsfriedhof, der mit einer Feldsteinmauer umgeben ist, die aus sehr großen Steinen besteht.[39]
- In der Kirche erinnert eine Gedenktafel an die Gefallenen des Ersten Weltkrieges.[40]

### Gedenkstätte
- Grabstätte auf dem Ortsfriedhof für eine namentlich bekannte Polin und ihre einjährige Tochter, die während des Zweiten Weltkrieges nach Deutschland verschleppt und Opfer von Zwangsarbeit wurden

## Wirtschaft und Infrastruktur
- In Kremkau ist die GEMIZU Landwirtschaftliche Genossenschaft ansässig.
- Der Block-Verlag in Kremkau besteht seit 1989. Er ist bekannt für seine Blaulicht-Krimis.[41]

### Verkehrsanbindung
Durch Kremkau führt die Landstraße von Bismark (Altmark) nach Gardelegen. Eine weitere Landstraße verläuft über Neuendorf am Damm nach Kalbe (Milde). Der nächste Bahnhof befindet sich im 11 km entfernten Ort Hohenwulsch (Bahnlinie Stendal–Salzwedel).

## Spukstellen bei Kremkau
Im Altmärkischen Sagenschatz berichtete im Jahre 1908 der Lehrer Lehrmann über Spukstellen in der Gegend.
Im Dorf erzählt man sich von einem pflügenden Bauer, der allnächtlich aus dem Grab steigt und fluchend und wetternd auf der Feldmark Kremkau pflügt. Bisher hat ihn niemand gesehen. Aber man hört ihn, wenn er die Pferde anschirrt und antreibt.
Den Weg zwischen Neuendorf am Damm und Kremkau macht ein großes Kalb zur Nachtzeit unsicher. Es erschreckt durch sein Schreien die Nachtwanderer.